# Ana Vallés Blasco
Ana Vallés Blasco   (Binèfar, 1968) és la presidenta del grup empresarial Sorigué des del 2011 i la presidenta de la Fundació Sorigué.

## Trajectòria
Ana Vallés es va llicenciar en ciències econòmiques i empresarials, per la Universitat de València. El 1992, el seu oncle Julio Sorigué, fundador del grup Sorigué, li va oferir de col·laborar a la seu de Lleida en un tema puntual, Més endavant, la col·laboració va passar a ser definitiva i es va fer càrrec del departament de qualitat i medi ambient al mateix temps que s'interessava per a Fundació Sorigué, que consta d'una col·lecció rellevant d'art contemporani guardonada amb el Premi A d'Arc a la Col·lecció Corporativa 2025. El 2000 va entrar a formar part del seu consell d'administració i el 2006 va convertir-se en presidenta de la Fundació.
També és membre de Consell Assessor del Banco Santander per a Catalunya, vocal consultora de la Cambra de Comerç de Tarragona, membre del Patronat de la Fundación Arquitectura y Sociedad i de l'Institute for Advanced Architecture of Catalonia (IAAC), i membre de l'Associació Women Action Sustanibility (WAS). Com a experta en art forma part dels patronats del Museu Nacional d'Art de Catalunya, el Museu d'Art Contemporani de Barcelona i la Fundació Joan Miró. A més, ha estat vinculada al Museu Reina Sofía i és membre del Consell Assessor de la Fundació ARCO.
El 2025 fou inclosa a la llista Forbes de les 100 dones més influents de Catalunya.